# Oltradige-Bassa Atesina
Il comprensorio altoatesino dell'Oltradige-Bassa Atesina (Bezirksgemeinschaft Überetsch-Unterland o Überetsch-Südtiroler Unterland in tedesco) si compone di 18 comuni dell'Oltradige (Überetsch in tedesco) e della Bassa Atesina (Unterland in tedesco). Il capoluogo comprensoriale è Egna.
Quattro comuni del comprensorio presentano una maggioranza di lingua italiana.
Nel comprensorio, i madre lingua tedesca costituiscono quasi il 60% della popolazione, la componente italiana è di poco superiore al 40%. Questo è, dopo Bolzano, il comprensorio con la più alta percentuale di persone con madre lingua italiana.
Il comprensorio è un importante centro vitivinicolo, che produce vini rinomati. La zona è attraversata sia dalla "Strada del Vino" (in tedesco Weinstraße) che dalla ciclabile dell'Oltradige entrambe collegano i vari centri di produzione vinicola.

## Comuni
Il "comprensorio" dell'Oltradige-Bassa Atesina (Überetsch-Unterland) consta di 18 comuni:
1. Aldino - Aldein
2. Andriano - Andrian
3. Anterivo - Altrei
4. Appiano sulla Strada del Vino - Eppan an der Weinstraße
5. Bronzolo - Branzoll
6. Caldaro sulla Strada del Vino - Kaltern an der Weinstraße
7. Cortaccia sulla Strada del Vino - Kurtatsch an der Weinstraße
8. Cortina sulla Strada del Vino - Kurtinig an der Weinstraße
9. Egna - Neumarkt
10. Laives - Leifers
11. Magrè sulla Strada del Vino - Margreid an der Weinstraße
12. Montagna sulla Strada del Vino - Montan an der Weinstraße
13. Ora - Auer
14. Salorno sulla Strada del Vino - Salurn an der Weinstraße
15. Terlano - Terlan
16. Termeno sulla Strada del Vino - Tramin an der Weinstraße
17. Trodena nel parco naturale - Truden in naturpark
18. Vadena - Pfatten